# Theresianum (Bécs)

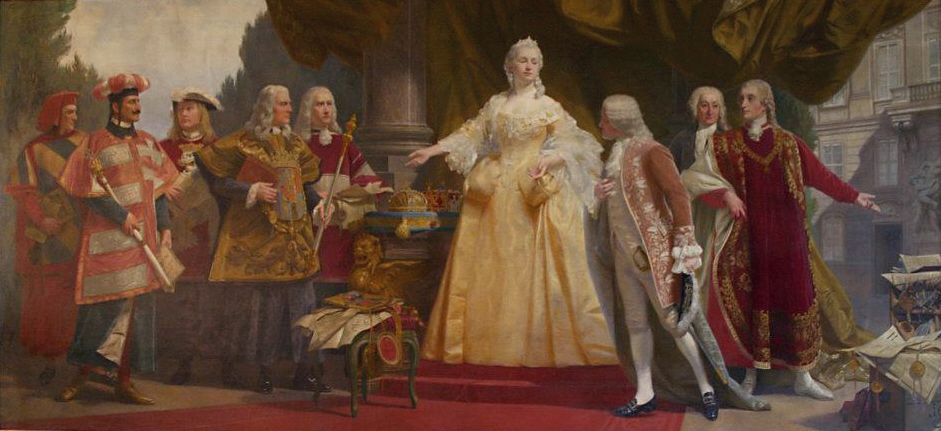
Mária Terézia császárnő udvaroncai körében

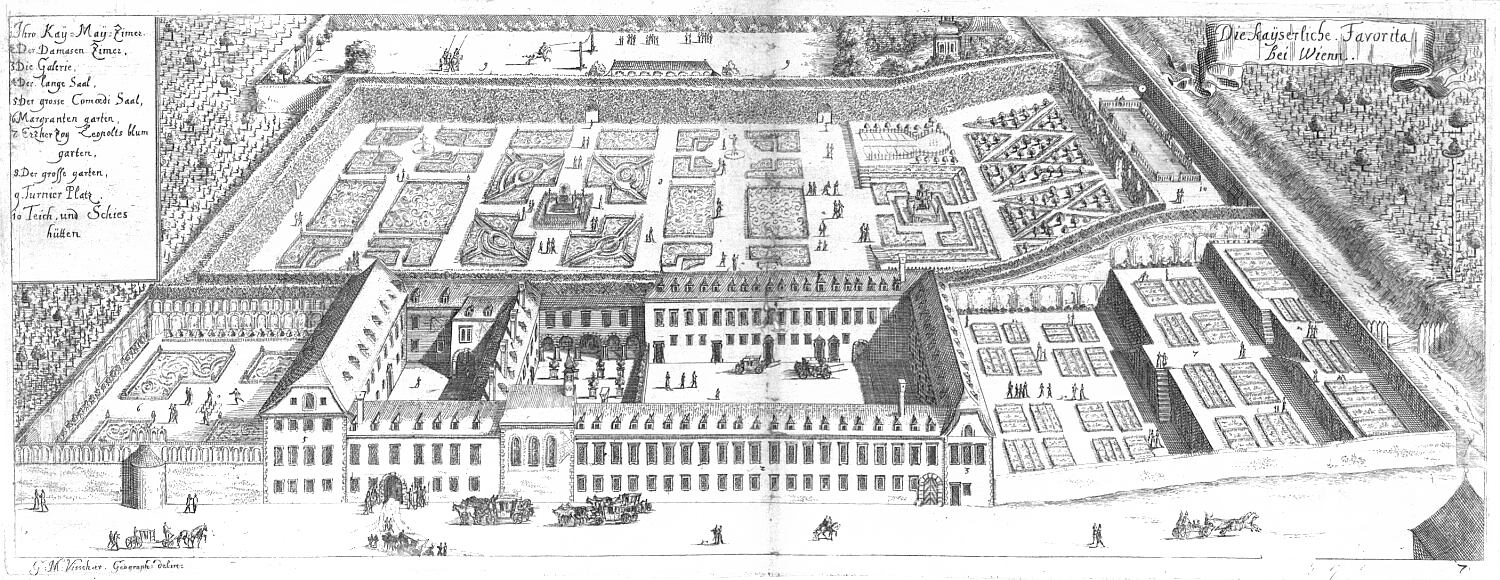
Georg Matthaeus Vischer: A bécsi Favorita palota 1670-es évek

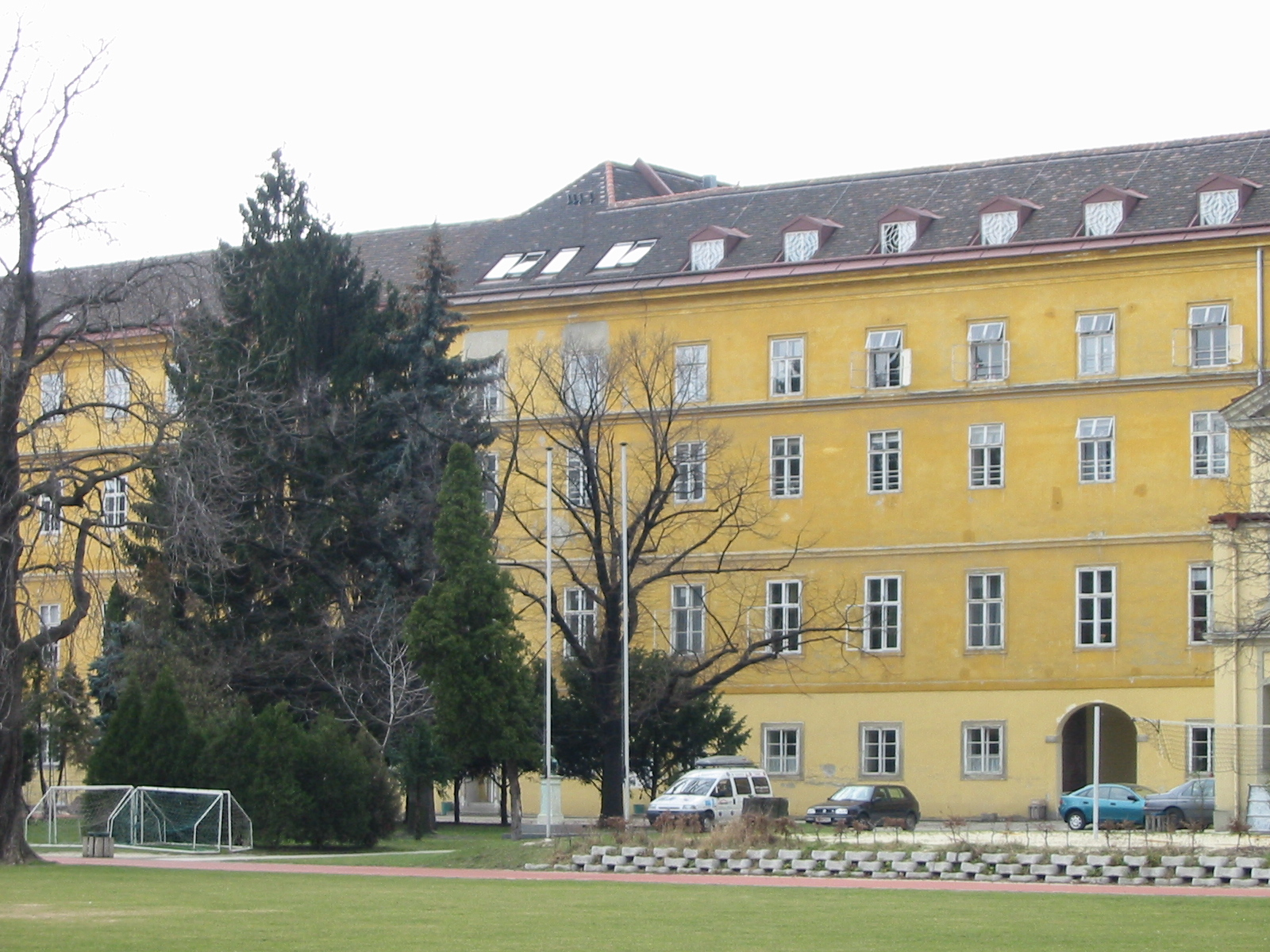
A Theresianum látképe az akadémia parkja felől

A Theresianum (eredetileg Collegium Theresianum, majd Theresianische Akademie) egy, Mária Terézia főhercegnő, császárné nevét viselő nevelőintézet, akadémia volt Bécsben, eredetileg nemesi származású ifjak nevelésére, amely 1938-ig állt fenn. 1767-ben Vácott is létrehoztak egy Theresianum nevű intézetet, amely a bécsi mintát követte. Ma egy magániskola működik Bécsben az épületben (Offentliches Gymnasium der Stiftung Theresianische Akademie).

## Magyar elnevezése
A Theresianum mellett valaha Teréz-akadémia (pl. A Pallas nagy lexikona szerint) volt a neve, néha Teréziánum néven is emlegetik. (A „Thereziánum” vagy „Theréziánum” írásmódok helytelenek.) 

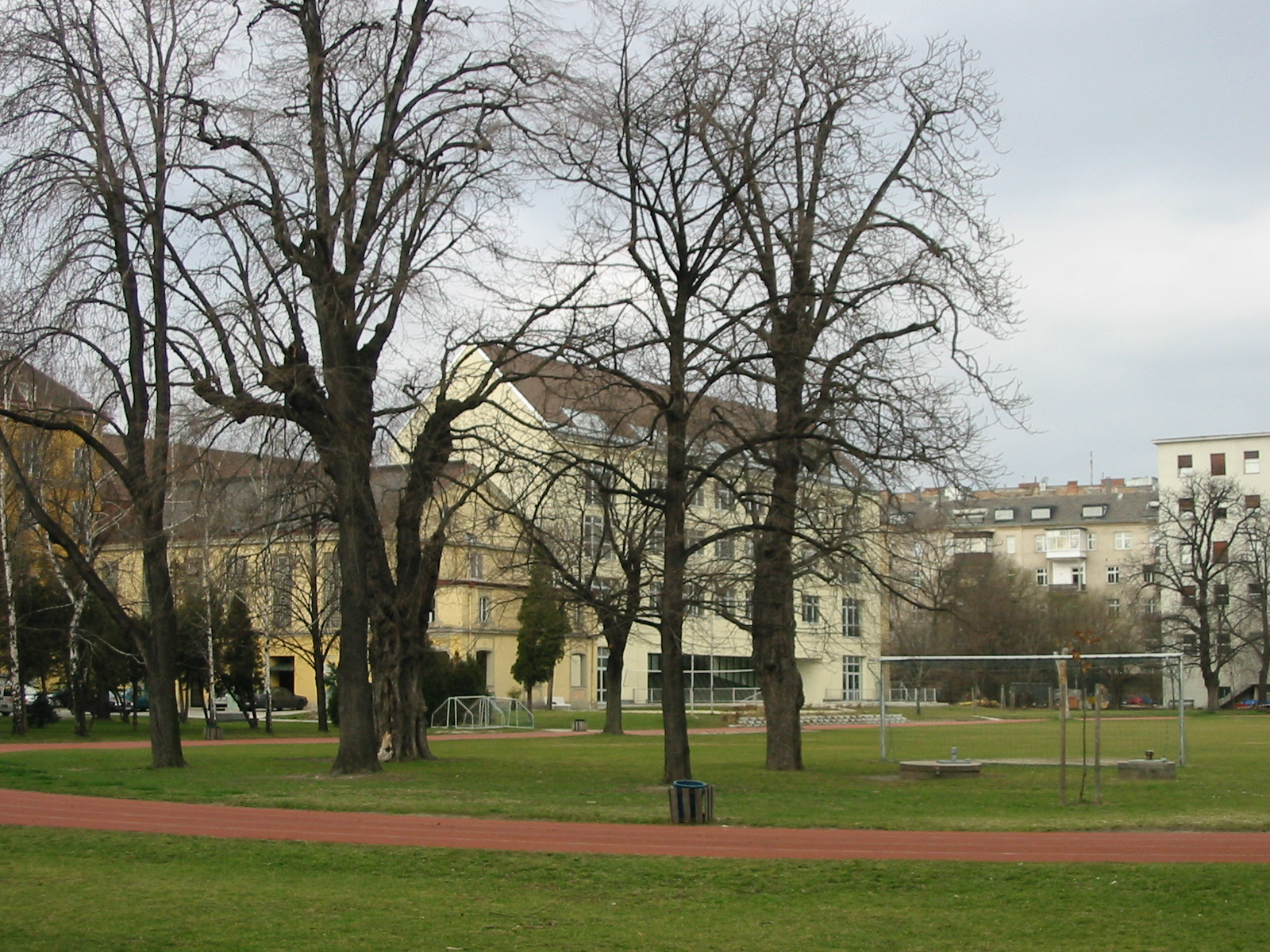
Az akadémia parkja ma

## Az épület
A nevelőintézet Bécs mai 4. kerületében a Favorita palotában nyert elhelyezést, amelynek elődje elpusztult az 1683. évi török ostrom alatt; az épületet 1687 és 1690 között Lodovico Ottavio Burnacini tervei szerint, barokk stílusban építették újjá. Az iskolának ma is 50 000 m² (5 hektár) területű parkja van.

## Alapítása
A Collegium Theresianum létrejöttét az 1746. február 24-én aláírt szerződéssel rendelte el az osztrák jezsuita rendtartomány kezdeményezésére a Habsburg császári udvar. A nevelőintézet 1746 novemberében nyílt meg a jezsuita atyák vezetése alatt. Kezdetben csak fizető nemes növendékeket vettek fel évi 100 arany összegű „tartásdíj” mellett. Megnyitásakor a Collegium Theresianum huszonnégy tanulót fogadott be, a névsorban két magyar nemesifjúval, Niczky Józseffel és gróf Perényi Andrással. Mária Terézia 1749. december 30-án kelt alapítólevelében kizárólag nemesifjak részére 10 alapítványi helyet szervezett, és addig is, amíg erre felhasználható egyházi javadalmakat bocsáthat az intézet rendelkezésére, ideiglenesen kincstári javadalmazást biztosított, azzal a kikötéssel, hogy az intézet örökké az ő nevét viselje, és annak szervezetét az ő és utódai beleegyezése nélkül ne változtathassák meg. Nem sokkal ezután az intézet már négy (egy magyar, három osztrák) megüresedett egyházi javadalom birtokában volt; ezekkel, valamint magánszemélyek által és a Magyarország javára tett újabb alapításokkal együtt az alapítványi helyek száma 178-ra emelkedett. Alapításától 1772-ig 724 diákja között 117 magyar volt. A jezsuita akadémiákhoz hasonlóan a Theresianum tanrendje három szintből állt: grammatikából, humaniorából (latin-görög irodalomelmélet és irodalomtörténet, a humanisták szerint e tanulmányok humaniorrá, „emberiesebbé” teszik a növendékeket) és filozófiából. A császári udvar kérésére azonban három-, majd később négyéves jogi stúdium is helyet kapott a képzésben. Az akadémián az 1770-es évek végéig a Habsburg Birodalom legnevesebb tudósai tanítottak.
1773-ban az egyetemet működtető Jézus Társasága (Societas Jesu) katolikus szerzetesrend feloszlatását itt, az akadémia épületében hirdették ki, ami a jezsuiták számára nagy csapást jelentett. 1783-ban a Theresianumot II. József feloszlatta és az épületében mérnöki akadémiát nyittatott. 1797-ben II. Ferenc újra megnyitotta a Theresianumot és a piaristákra bízta a működtetését.

## Céljai
- A Mária Terézia-féle alapítványok szerint az intézetnek kettős célja volt: megkönnyíteni a nemeseknek, hogy fiaik magasabb műveltséghez jussanak, és a közszolgálat számára kiválóbb férfiakat nevelni. Eredetileg csak a későbbi gimnázium keretébe tartozó tantárgyakat tanították; később azonban a modern nyelveket és jogi tanulmányokat is felölelte az oktatás, és az intézet akadémia elnevezést nyert. A gimnáziumi tanulmányok befejeztével a növendékek a jogi tanfolyam első és második évében mint bentlakók jártak a Bécsi Egyetemre; a jogi tanfolyam harmadik és negyedik évét a magyar növendékek a Pesti Egyetemen vagy felsőbb engedéllyel más, de feltétlenül magyar jogi tanintézetben voltak kötelesek végezni.
- Az intézetnek eredetileg kizárólagosan nemesi jellegét I. Ferenc József 1849. szeptember 29-én megszüntette. Ettől fogva polgári reálgimnázium volt, amely a Monarchia főtisztviselői utánpótlásának nevelésére szolgált.
- A gimnáziumi tanulók az Ausztriában kötelező tanterv szerint nyertek oktatást és tették le az érettségit; a magyar növendékek ezenfelül magyar nyelv és irodalomtörténetből, Magyarország földrajzából és történetéből külön magyar nyelvű oktatást kaptak, és e tárgyakból kötelesek voltak érettségi vizsgát is tenni. Az alapítványos növendékeket mellékköltségek címén legfeljebb évi 200-300 Ft-tal terhelték. Az önköltségűekért évi 1500 forintot kellett fizetni. Ennek fejében az intézet minden tantárgy oktatásáról és teljes ellátásról maga gondoskodott. Mint nevelőintézet az osztrák közoktatásügyi miniszter főhatósága alatt állt. A magyar érdekeket a magyar királyi közoktatási miniszter javaslatára a király által kinevezett magyar kormánybiztos képviselte. A magyar közalapítványi helyek száma a 19. század végéig összesen 31 volt, a király azonban 1896. március 17-én kelt elhatározásával, Magyarország ezredéves fennállásának emlékére öt új magyar teljes alapítványi és tíz, egyenként 500 forinttal segélyezendő félfizetéses hely szervezését rendelte el. A régebbi alapítványi helyekre csakis katolikus, a Ferenc József és Rudolf trónörökös nevét viselő alapítványi helyekre bármelyik bevett keresztény hitfelekezethez tartozó ifjak pályázhattak, ha magyar állampolgároknak Magyarországon született fiaik voltak. Az alapítványi és félfizetéses helyeket a király adományozta a közoktatásügyi miniszter javaslatára. Az intézetben mindenkor két magyar születésű, a magyar nyelvben teljesen jártas tanítót, valamint két ugyanilyen nevelőt (praefectus) kellett alkalmazni. A növendékek előmeneteléről az akadémia igazgatósága minden félév befejezése után 14 napon belül köteles volt a magyar királyi közoktatásügyi miniszternek jelentést tenni. Az 1894–95-i tanévben 36 alapítványos és 31 fizető magyar növendéke volt az intézetnek.

## A 20. században
- A 20. század elején az intézetet a bátaszéki földbirtok jövedelméből tartották fenn. Magyar növendékek 1920 után is jártak ide; tanulmányaikat állami ösztöndíjjal támogatták.
- Az eredeti intézmény 1938-ban szűnt meg.
- Ma egy magániskola működik Bécsben az épületben (Offentliches Gymnasium der Stiftung Theresianische Akademie).

## Híres diákjai
- Josip Jelačić táborszernagy, horvát bán, 1801–1859
- Karl Lueger, 1844–1910, Bécs polgármestere
- Ernest von Koerber, 1850–1919
- XII. Alfonz spanyol király, 1857–1885
- Peter Altenberg, 1859–1919, író érettségi éve: 1876
- Friedrich Hasenöhrl, 1874–1915, fizikus, érettségi éve: 1892
- Joseph Schumpeter, 1883–1950, közgazdász
- Ertuğrul Osman, 1912–2009, az Oszmán-dinasztia 43. feje
- Ernst Gombrich, 1909–2001, művészettörténész, érettségi éve: 1927
- Hans Hass, 1919–2013, biologus, érettségi éve: 1937
- Christoph Waltz, * 1956, színész

## Magyar oktatói és diákjai

### Ismert magyar oktatói
- Bölöni Sámuel (magyar nyelv, 1800–1809)
- Faludi Ferenc (római jog, 1746–1748)
- Fleischhacker János (1740–1803) jogász, jogakadémiai tanár.
- Grossinger János Keresztély (1728–1803) jezsuita pap, természettudós.
- Horváth Mihály (magyar nyelv, 1844–1847)
- Kerekes Sámuel (magyar nyelv, 1798–1800)
- Kereki Makó Pál (matematika, fizika, 1757–1773)
- Szegedi Pál (1735–1814) nagyprépost és választott püspök.

### Ismert magyar diákjai
- Apor Károly (1815–1885) jogász, amatőr fotográfus
- gróf Bethlen István, Magyarország miniszterelnöke
- Cserey Farkas
- Festetics György
- Fiáth Pál kormánybiztos, főispán, tanácsos
- Hollán Ernő (1824–1900) hadmérnök-tábornok, országgyűlési képviselő, vasútépítési államtitkár
- Jankovich Béla (1865–1939) oktatáspolitikus, közgazdász, az MTA tagja, 1913–1917 között Magyarország vallás- és közoktatásügyi minisztere
- Kiss Ernő az aradi vértanúk egyike
- Báró Nopcsa Ferenc paleontológus, néprajzkutató, akadémikus
- Pompéry Aurél könyvtáros.
- gróf Porcia Nándor (1891–1915), Porcia Aladár herceg fia
- Puskás Tivadar mérnök
- Scitovszky Tibor külügyminiszter
- Széchényi Ferenc
- Dr. boldogfai Farkas Tibor (1883–1940), jogász, nemzet- és országgyűlési képviselő, a legitimizmus képviselője